# Seyoum Mesfin
Seyoum Mesfin Gebre Dingle (en Ge'ez : ስዩም መስፍን ገብረ ድንግል), né le 25 janvier 1949 dans la province du Tigré en Éthiopie et mort le 13 janvier 2021, est un homme politique éthiopien, ministre des Affaires étrangères de mai 1991 à septembre 2010. À partir de cette date, il est ambassadeur d'Éthiopie à Pékin.

## Biographie
Seyoum Mesfin est ministre des Affaires étrangères de 1991 à 2010. 
Il est tué le 13 janvier 2021 lors de la guerre du Tigré.